# 로저먼드 파이크
로저먼드 메리 엘런 파이크(영어: Rosamund Mary Ellen Pike), 1979년 1월 27일 ~ )는 영국의 배우이다. 연극 《로미오와 줄리엣》, 《스카이라이트》로 데뷔하였다. 그는 TV 영화 《래더 잉글리시 메리지》(1998)로 스크린에 데뷔하였고, 이어 《아내와 딸들》(1999), 《추운 기후의 사랑》(2001)으로 텔레비전에 출연했다. 그가 국제적으로 이름을 알리게 된 공식 영화 데뷔작인 《007 어나더데이》(2002)에서 본드걸 미란다 프로스트 역으로, 엠파이어상 신인상을 수상하였다. 이어 주목 받게 된 작품 《리버틴》(2004)과 《오만과 편견》(2005)으로 BIFA 어워드(영국독립영화상)에서 최우수 여우조연상을 수상하였다. 파이크는 SF 영화 《둠》(2005), 범죄 미스터리 스릴러 영화 《분열》(2007), 드라마 영화 《퓨저티브 피스》(2007)와 《언 애듀케이션》(2009)로 런던 영화 비평가 협회 올해의 영국 여우조연상에 후보로 지명되었다. 그는 또한 브리티시 인디펜던트 어워드에 《언 애듀케이션》과 《메이드 인 다겐함》(2010)으로 후보로 지명되었고, 《세 번째 사랑》(2010)으로 지니 어워드에 후보로 지명되었다.
2014년, 파이크는 심리 스릴러 영화 《나를 찾아줘》에서 선보인 연기가 비평가들의 극찬을 받아, 새턴상 여우주연상 수상을 포함한 미국 배우 조합상(SAG), 골든 글로브상, 영국 아카데미 영화상, 미국 아카데미상 등 여러 시상식의 여우주연상 후보에 지명되었다.

## 어린 시절
파이크는 런던의 해머스미스에서, 오페라 가수인 캐롤린 (처녀 성:프렌드)과 줄리언 파이크 사이의 외동딸로 태어났다. 파이크의 아버지는 현재 버밍엄 예술 학교의 음악 교수이자 가극 연구회 회장이다.

## 출연 작품

### 영화
| 연도 | 제목                                                  | 역할                     | 참고       |
| ---- | ----------------------------------------------------- | ------------------------ | ---------- |
| 2002 | 007 어나더데이 Die Another Day                        | 미란다 프로스트          |            |
| 2004 | Promised Land                                         | 로즈                     |            |
| 2004 | 리버틴 The Libertine                                  | 미란다 프로스트          |            |
| 2005 | 오만과 편견 Pride & Prejudice                         | 제인 베넷                |            |
| 2005 | 둠 Doom                                               | Dr. 사만타 그림          |            |
| 2007 | 프랙처 Fracture                                       | 니키 가드너              |            |
| 2007 | 퓨저티브 피스 Fugitive Pieces                         | 알렉스                   |            |
| 2009 | 언 애듀케이션 An Education                            | 헬렌                     |            |
| 2009 | 써로게이트 Surrogates                                 | 매기 그리어              |            |
| 2009 | Yesterday We Were in America                          | 내레이션                 | 다큐멘터리 |
| 2010 | 버닝 팜스 Burning Palms                               | Dedra Davenport          |            |
| 2010 | 잭부츠 온 화이트홀 Jackboots on Whitehall             | 데이지                   | 목소리     |
| 2010 | 세번째 사랑 Barney's Version                          | 미리엄 그랜트-파노프스키 |            |
| 2010 | 메이드 인 다겐함 Made in Dagenham                     | 리사 홉킨스              |            |
| 2011 | The Organ Grinder's Monkey                            | 로첼                     | 단편 영화  |
| 2011 | 쟈니 잉글리쉬 2: 네버다이 Johnny English Reborn       | 케이트 섬너              |            |
| 2011 | 더 빅 이어 The Big Year                               | 제시카                   |            |
| 2012 | 타이탄의 분노 Wrath of the Titans                     | 안드로메다 여왕          |            |
| 2012 | 잭 리처 Jack Reacher                                  | 헨렌 로딘                |            |
| 2013 | 데블 유 노 The Devil You Know                         | Zoe Hughes               |            |
| 2013 | 더 월즈 엔드 The World's End                          | 샘 체인벌린              |            |
| 2014 | 어 롱 웨이 다운 A Long Way Down                       | 페니                     |            |
| 2014 | 꾸뻬씨의 행복여행 Hector and the Search for Happiness | 클라라                   |            |
| 2014 | 해피 홀리데이 What We Did on Our Holiday              | 애비                     |            |
| 2014 | 나를 찾아줘 Gone Girl                                 | 에이미 엘리엇 던         |            |
| 2015 | 리턴 투 센더 Return to Sender                         | 미란다 웰스              |            |
| 2016 | 오직 사랑뿐 A United Kingdom                          | 루스 윌리엄스 카마       |            |
| 2017 | 철의 심장을 가진 남자 The Man with the Iron Heart     | 리나 폰 오스텐           |            |
| 2017 | 몬태나 Hostiles                                       | 로잘리 퀘이드            |            |
| 2018 | 베이루트: 리미티드 아워 Beirut                        | 샌디 크라우더            |            |
| 2018 | 엔테베 작전 Entebbe                                   | 브리짓 쿨만              |            |
| 2018 | 프라이빗 워 A Private War                             | 마리 콜빈                |            |
| 2019 | 비밀정보원: 인 더 프리즌 The Informer                 | 윌콕스                   |            |
| 2019 | 마리 퀴리 Radioactive                                 | 마리 퀴리                |            |
| 2020 | 퍼펙트 케어 I Care a Lot                              | 말라 그레이슨            |            |
| 2023 | 솔트번 Saltburn                                       |                          |            |
| 2025 | 인 더 그레이 In the Grey                              |                          |            |

### 텔레비전
| 연도      | 제목                      | 역할                                                   | 참고                                      |
| --------- | ------------------------- | ------------------------------------------------------ | ----------------------------------------- |
| 1998      | Seven Days                | CIA 요원                                               | 파일럿                                    |
| 1998      | A Rather English Marriage | 셀리아                                                 | 텔레비전 영화                             |
| 1999      | Wives and Daughters       | Lady Harriet Cumnor                                    | 3 에피소드                                |
| 2000      | Trial & Retribution       | 루시                                                   | 에피소드: "Trial & Retribution IV Part 1" |
| 2001      | Love in a Cold Climate    | 파니                                                   | 2 에피소드                                |
| 2002      | Bond Girls Are Forever    | 자신                                                   | 다큐멘터리                                |
| 2002      | Foyle's War               | 사라 뷰몬트                                            | 에피소드: "The German Woman"              |
| 2008      | The Tower                 | 올리비아 윈                                            | 파일럿                                    |
| 2009      | Freefall                  | 애나                                                   | 텔레비전 영화                             |
| 2011      | Women in Love             | Gudrun Brangwen                                        | 2 에피소드                                |
| 2015–현재 | Thunderbirds Are Go       | Lady Penelope Creighton-Ward / Captain Ridley O'Bannon | 목소리                                    |
| 2019      | Moominvalley              | Moominmamma                                            | 목소리                                    |
| 2021      | 시간의 바퀴               | 모이레인                                               |                                           |

### 연극
| 연도 | 제목             | 역할             | 비고 |
| ---- | ---------------- | ---------------- | ---- |
| 2002 | Hitchcock Blonde | The Blonde       |      |
| 2006 | Summer and Smoke | Alma Winemiller  |      |
| 2007 | Gaslight         | Bella Manningham |      |
| 2009 | Madame de Sade   | Madame de Sade   |      |
| 2010 | Hedda Gabler     | Hedda Gabler     |      |

### 뮤직 비디오
| 연도 | 가수                               | 제목 (곡)          | 비고 |
| ---- | ---------------------------------- | ------------------ | ---- |
| 2016 | Massive Attack feat. Young Fathers | Voodoo in My Blood |      |

## 수상 및 후보
| 년도 | 작품             | 시상식                                                     | 부문                               | 결과 |
| ---- | ---------------- | ---------------------------------------------------------- | ---------------------------------- | ---- |
| 2003 | 007 어나더 데이  | 엠파이어상                                                 | 최우수 신인상                      | 수상 |
| 2003 | 007 어나더 데이  | MTV 무비 어워드                                            | 최고의 대서양 횡단의 연기상        | 후보 |
| 2005 | 리버틴           | 브리티시 인디펜던트 필름 어워드                            | 최우수 여우조연상                  | 수상 |
| 2006 | 오만과 편견      | 런던 영화 비평가 협회                                      | 올해의 영국 여우조연상             | 후보 |
| 2009 | 퓨저티브 피스    | 지니 어워드                                                | 최우수 여우조연상                  | 후보 |
| 2009 | 언 애듀케이션    | 브리티쉬 인디펜던트 필름 어워드                            | 최우수 여우조연상                  | 후보 |
| 2010 | 언 애듀케이션    | 런던 영화 비평가 협회                                      | 올해의 영국 여우조연상             | 후보 |
| 2010 | 언 애듀케이션    | 미국 배우 조합상(SAG)                                      | 영화 부문 최우수 캐스팅 연기상     | 후보 |
| 2010 | 메이드 인 다겐함 | 브리티쉬 인디펜던트 필름 어워드                            | 최우수 여우조연상                  | 후보 |
| 2011 | 메이드 인 다겐함 | 런던 영화 비평가 협회                                      | 올해의 영국 여우조연상             | 후보 |
| 2011 | 세번째 사랑      | 런던 영화 비평가 협회                                      | 올해의 영국 여우주연상             | 후보 |
| 2011 | 세번째 사랑      | 새틀라이트상                                               | 영화 부문 최우수 여우조연상        | 후보 |
| 2011 | 세번째 사랑      | 지니 어워드                                                | 최우수 여우주연상                  | 후보 |
| 2014 | 나를 찾아줘      | 오스틴 영화 비평가 협회                                    | 최우수 여우주연상                  | 수상 |
| 2014 | 나를 찾아줘      | 덴버 영화 비평가 협회                                      | 최우수 여우주연상                  | 수상 |
| 2014 | 나를 찾아줘      | 디트로이트 영화 비평가 협회                                | 최우수 여우주연상                  | 수상 |
| 2014 | 나를 찾아줘      | 엠파이어상                                                 | 최우수 여우주연상                  | 수상 |
| 2014 | 나를 찾아줘      | 플로리다 영화 비평가 협회                                  | 최우수 여우주연상                  | 수상 |
| 2014 | 나를 찾아줘      | 런던 영화 비평가 협회                                      | 올해의 최우수 여우주연상           | 수상 |
| 2014 | 나를 찾아줘      | 온라인 영화 비평가 협회                                    | 최우수 여우주연상                  | 수상 |
| 2014 | 나를 찾아줘      | 산 조르디 어워드                                           | 최우수 해외 여자배우상             | 수상 |
| 2014 | 나를 찾아줘      | 새턴상                                                     | 최우수 여우주연상                  | 수상 |
| 2014 | 나를 찾아줘      | 세인트 루이스 게이트웨이 영화 비평가 협회                  | 최우수 여우주연상                  | 수상 |
| 2014 | 나를 찾아줘      | AACTA 어워드(오스트레일리아 영화 텔레비전 예술 아카데미상) | 최우수 여우주연상                  | 후보 |
| 2014 | 나를 찾아줘      | 미국 아카데미상                                            | 최우수 여우주연상                  | 후보 |
| 2014 | 나를 찾아줘      | 영국 아카데미 영화상(BAFTA)                                | 최우수 여우주연상                  | 후보 |
| 2014 | 나를 찾아줘      | 시카고 영화 비평가 협회                                    | 최우수 여우주연상                  | 후보 |
| 2014 | 나를 찾아줘      | 크리틱스 초이스 영화상                                     | 최우수 여우주연상                  | 후보 |
| 2014 | 나를 찾아줘      | 댈러스-포트워스 영화 비평가 협회                           | 최우수 여우주연상                  | 후보 |
| 2014 | 나를 찾아줘      | 골든 글로브상                                              | 영화 드라마 부문 최우수 여우주연상 | 후보 |
| 2014 | 나를 찾아줘      | MTV 무비 어워드                                            | 신인 연기상                        | 후보 |
| 2014 | 나를 찾아줘      | MTV 무비 어워드                                            | 최고의 무시무시한 연기상           | 후보 |
| 2014 | 나를 찾아줘      | MTV 무비 어워드                                            | 최고의 악당상                      | 후보 |
| 2014 | 나를 찾아줘      | 샌디에이고 영화 비평가 협회                                | 최우수 여우주연상                  | 후보 |
| 2014 | 나를 찾아줘      | 새틀라이트상                                               | 영화 부문 최우수 여우주연상        | 후보 |
| 2014 | 나를 찾아줘      | 미국 배우 조합상(SAG)                                      | 영화 부문 최우수 여우주연상        | 후보 |
| 2014 | 나를 찾아줘      | 워싱턴 D.C. 아레아 영화 비평가 협회                        | 최우수 여우주연상                  | 후보 |
| 2014 | 해피 홀리데이    | 런던 영화 비평가 협회                                      | 올해의 영국 여우주연상             | 수상 |

## 가족
- 동거자 로비 유니애크 (2009년 ~ 현재)
- 자녀 2남